# Elini
Elini (sardisk: Elìni) er en by og en kommune (comune) i provinsen Nuoro i regionen Sardinien i Italien. Byen ligger i 472 meters højde og har 559 indbyggere (2016). Kommunen har et areal på 10,65 km² og grænser til kommunerne Arzana, Ilbono, Lanusei og Tortolì.